# Caner Schmitt
Caner Schmitt (* 4. Juni 1988 in Kaufbeuren) ist ein deutsch-türkischer Fußballspieler. Er spielt seit Sommer 2014 beim TSV Friesenried in der A-Klasse Allgäu 3.

## Karriere
In seiner Jugend spielte Schmitt für die Spvgg Kaufbeuren, den TSV 1860 München, den FC Augsburg und für den MSV Duisburg. 2007 wechselte er zum VfR Aalen, bei dem er jedoch nur drei Pflichtspiele betritt. 2009 ging er zurück zur SpVgg Kaufbeuren. Nach einem Jahr wechselte er in die Regionalliga Süd zum SSV Ulm 1846. Nach der Insolvenz des SSV 2011 ging er zu Türk Dostlukspor Kaufbeuren. Über die Station TSV Marktoberdorf ist er mittlerweile beim TSV Friesenried gelandet.